# Klein Sankt Paul

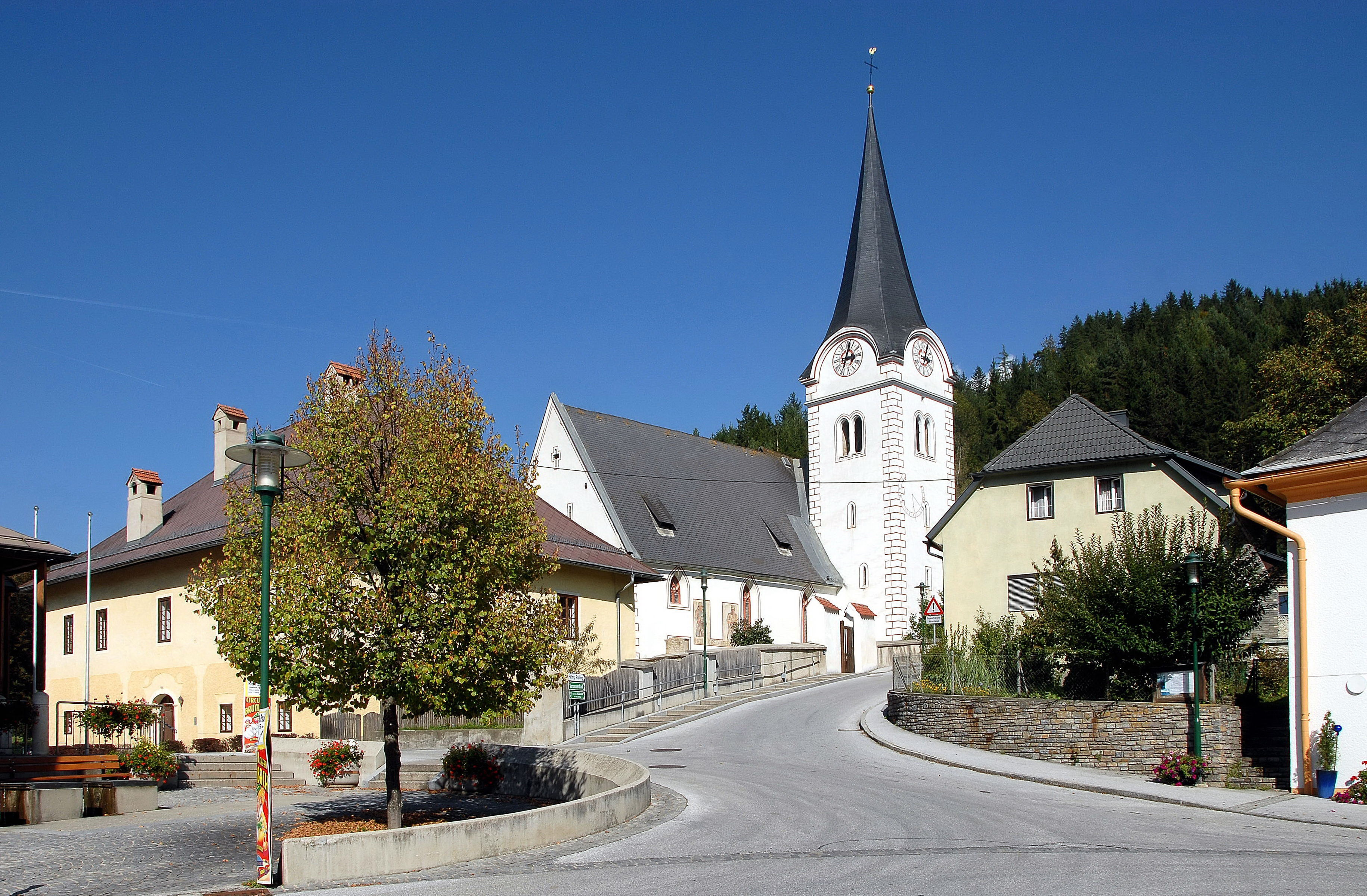
Pfarrkirche heiliger Paulus am Hauptplatz

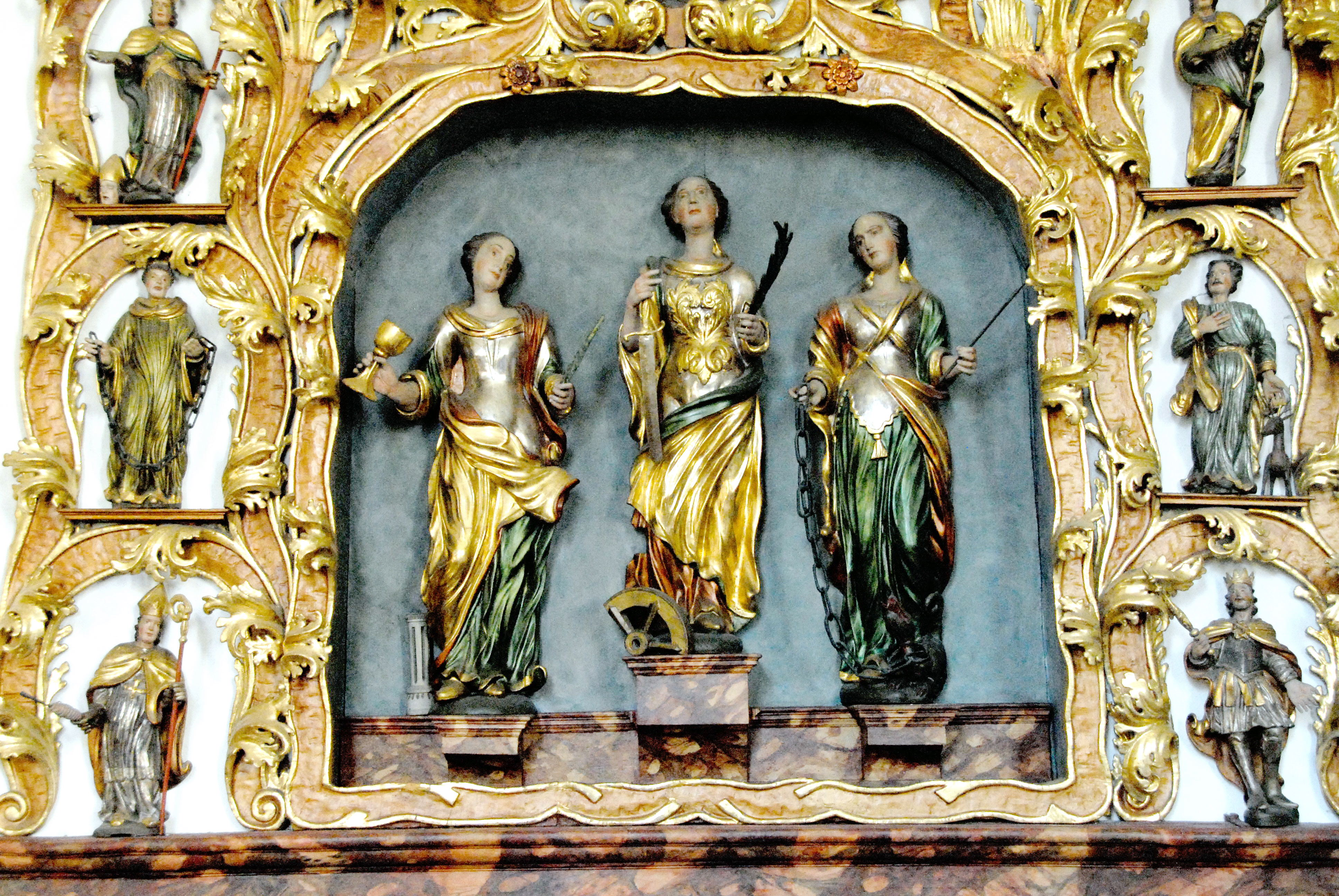
Nischenfiguren der Heiligen Barbara, Katharina und Margaretha in der Pfarrkirche heiliger Paulus

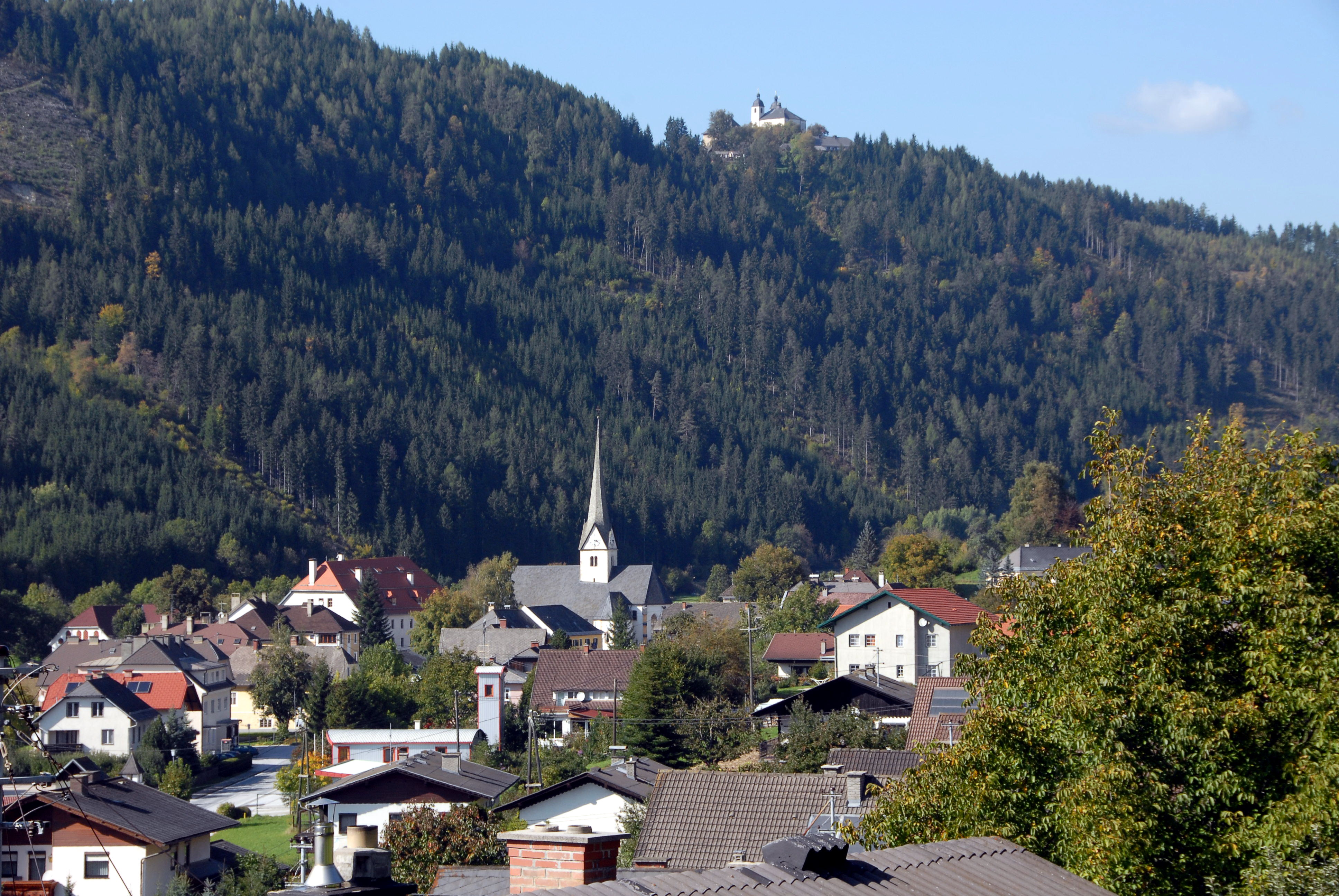
Ortschaft und Propstei Wieting

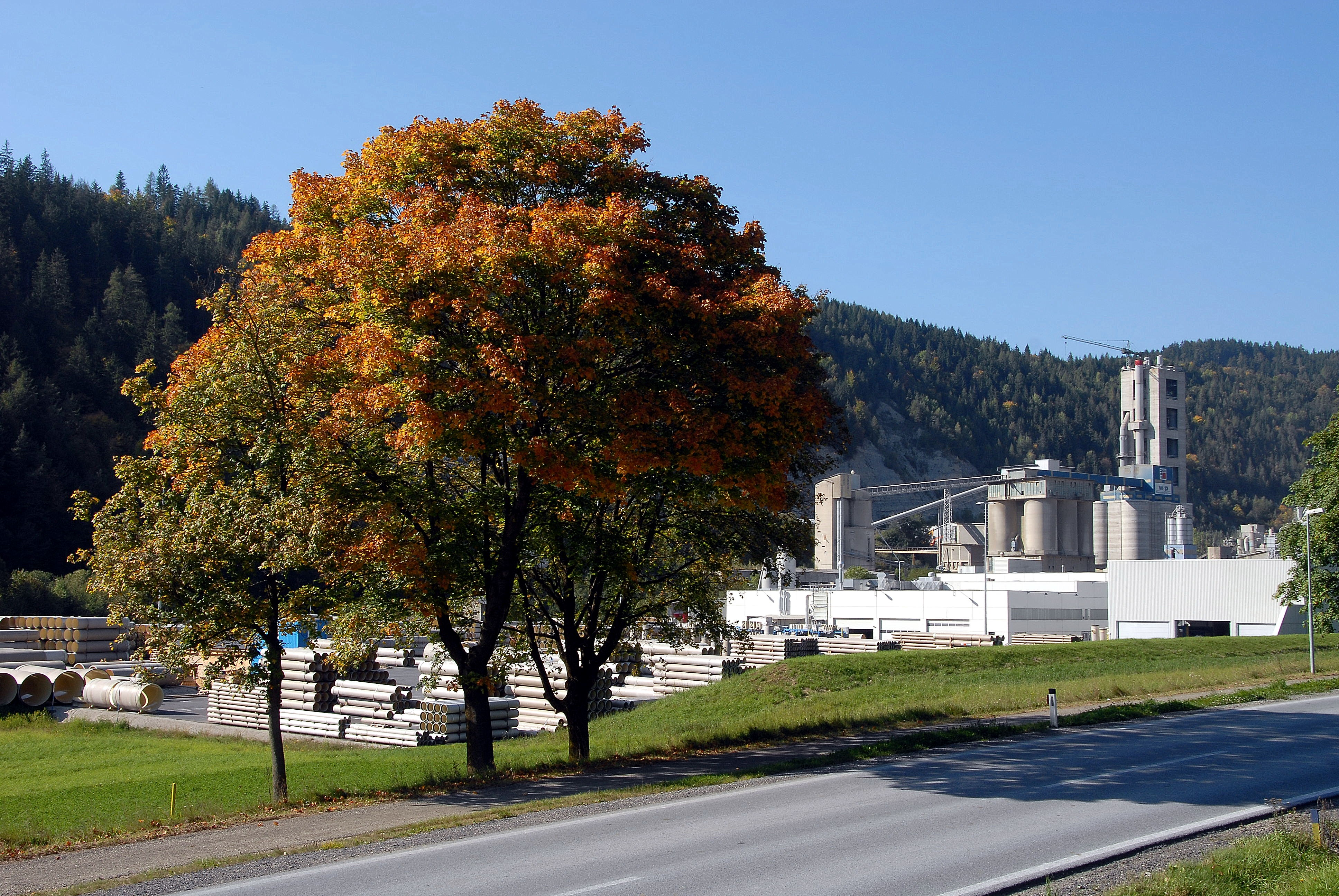
Wietersdorfer & Peggauer Zementwerke GmbH mit HOBAS Rohrfabrik an der Görtschitztal Straße B92

Klein St. Paul (amtlich) ist eine Marktgemeinde mit 1786 Einwohnern (Stand 1. Jänner 2024) im Bezirk St. Veit an der Glan in Österreich, im Bundesland Kärnten.

## Geographie
Klein St. Paul liegt im mittleren Görtschitztal etwa 36 km nordöstlich von Klagenfurt. Das Gemeindegebiet erstreckt sich vom Görtschitztal bis zum Hauptkamm der Saualpe mit dem Ladinger Spitz auf über 2000 Meter Seehöhe.

### Gemeindegliederung

#### Katastralgemeinden
Die Gemeinde besteht aus zwölf Katastralgemeinden (Fläche Stand 31. Dezember 2023):
- Buch (1.728,54 ha)
- Dullberg (785,35 ha)
- Filfing (413,07 ha)
- Grünburg (844,17 ha)
- Kirchberg (672,54 ha)
- Klein St. Paul (76,98 ha)
- Ober St. Paul (138,07 ha)
- Prailing (1.076,06 ha)
- Sittenberg (416,84 ha)
- Unter St. Paul (281,75 ha)
- Wietersdorf (37,55 ha)
- Wieting (387,14 ha)

#### Ortschaften
Die Gemeinde umfasst 18 Ortschaften (in Klammern Einwohnerzahl Stand 1. Jänner 2024):
- Buch (9)
- Drattrum (14)
- Dullberg (9)
- Filfing (61)
- Grünburg (8)
- Kirchberg (41)
- Kitschdorf (105)
- Klein St. Paul (1026) samt Hornburg
- Maria Hilf (0)
- Mösel (39)
- Müllergraben (1)
- Oberwietingberg (62)
- Prailing (64)
- Raffelsdorf (16)
- Sittenberg (48) samt Pemberg und Schretzich
- Unterwietingberg (45)
- Wietersdorf (28)
- Wieting (210) samt Hechtlsiedlung

#### Zählsprengel
Für statistische Zwecke wird das Gemeindegebiet in drei Zählsprengel unterteilt:
- 000 Klein St.Paul-Mitte: die Ortschaft Klein St. Paul ohne die entlegenen Häuser, insbesondere ohne die Siedlung Hornburg; der Teil von Sittenberg, mit dem Klein St. Paul zusammengewachsen ist.
- 001 Klein St.Paul-Umgebung: Filfing, Grünburg, Prailing; die entlegeneren Teile der Ortschaft Klein St. Paul, insbesondere die Siedlung Hornburg; die entlegeneren Teile der Ortschaft Sittersdorf; ein Haus (Röck) von Unterwietingberg; Wietersdorf ohne die nördlichsten Häuser.
- 002 Wieting: die Siedlungen, die erst 1973 zur Gemeinde Klein Sankt Paul kamen: Buch, Drattrum, Dullberg, Katschniggraben, Kirchberg, Kitschdorf, Maria Hilf, Mösel, Müllergraben, Oberwietingberg, Raffelsdorf, Wieting, der Großteil von Unterwietingberg, der nördlichste Teil von Wietersdorf.

### Nachbargemeinden
| Guttaring           | Hüttenberg                                  |           |
| Kappel am Krappfeld | Kompassrose, die auf Nachbargemeinden zeigt | Wolfsberg |
|                     | Eberstein                                   |           |

## Geschichte
Durch die Eisengewinnung im nahen Hüttenberg war das Gebiet der heutigen Gemeinde bereits zur Zeit der Kelten besiedelt. 831 kam das untere Görtschitztal in den Besitz des Erzbistums Salzburg. Die erste urkundliche Erwähnung stammt aus der Zeit zwischen 1060 und 1088. 1507 wurden Grundherrschaft und Pfarre St. Paul unter Hornburg an das Stift St. Paul im Lavanttal übertragen.
1850 wurde gleichzeitig mit der Errichtung der Gemeinde der Name in Klein St. Paul geändert. In den ersten Vorschlägen der Landesbehörden von 1849 war eine Gemeinde Klein St. Paul noch gar nicht vorgesehen gewesen: Klein St. Paul, Ober St. Paul und Unter St. Paul hätten demnach zur Gemeinde Eberstein kommen sollen; Wietersdorf und Filfing zur Gemeinde Wieting; Prailing und Grünburg zu einer (dann doch nicht errichteten) Gemeinde St. Oswald.
1870 beschlossen die Gemeinderäte von Klein St. Paul und von Wieting jeweils einstimmig, die beiden Gemeinden zu vereinigen; das Land genehmigte die Fusion. Doch wenige Tage bevor die Gemeindefusion im Frühling 1871 in Kraft getreten wäre, kam es zu einem Meinungsumschwung in Wieting, und das Land Kärnten akzeptierte, dass beide Gemeinden selbständig blieben.
1930 erhielt die Gemeinde Klein St. Paul die Berechtigung zur Führung der Bezeichnung „Marktgemeinde“.
Im Zuge der Diskussionen um die Gemeindestrukturreform 1972 sprach sich der Gemeinderat von Klein St. Paul für die Schaffung einer großen Gemeinde im mittleren Görtschitztal aus, bestehend aus den damaligen Gemeinden Klein St. Paul, Wieting, und dem nördlichen Teil der Gemeinde Eberstein einschließlich des Ortes Eberstein. Damit wäre ein Gegengewicht zu Hüttenberg im oberen und zu Brückl im unteren Görtschitztal entstanden. Namensvorschläge für die angedachte Großgemeinde waren Grünburg, Hornburg, Wietersdorf und Görtschitztal.
1973 kam es zur Zusammenlegung der Gemeinde Wieting mit der Gemeinde Klein St. Paul; gleichzeitig wurde auch ein bis dahin zur Gemeinde Lölling gehöriges Gebiet (Teil der Katastralgemeinde Hinterberg, bei Kirchberg) an die Gemeinde Klein St. Paul angeschlossen.

### Bevölkerungsentwicklung
Die Gemeinde Klein St. Paul hatte zum Zeitpunkt der Volkszählung 2001 2.195 Einwohner, davon waren 95,9 % österreichische Staatsbürger. 84,2 % der Bevölkerung bekannten sich zur römisch-katholischen, 4,7 % zur evangelischen Kirche, 0,4 % zum Islam. 6,6 % waren ohne religiöses Bekenntnis.
Der starke Rückgang der Bevölkerungszahl beruht vor allem auf einer negativen Wanderungsbilanz. Seit 2001 ist auch die Geburtenbilanz negativ.

## Kultur und Sehenswürdigkeiten
- Die Hornburg war eine Zwillingsburg (Ober- und Niederhornburg). Die Ruinen der im 12. Jahrhundert errichteten Hauptburg liegen auf dem Gipfel des Hornberges am Westabhang der Saualpe zwischen Eberstein und Klein St. Paul. Urkundlich 1140 erwähnt, erfolgte der Ausbau im Jahr 1414. Ursprünglich war sie im Besitz der Grafen von Görz, anschließend der Ministerialen Hornburger. Im 15. Jahrhundert war sie kaiserliches Lehen, 1581 wurde sie an Sigmund Welzer von Eberstein verkauft; 1630 bis 1939 befand sie sich im Besitz der Familie Christalnigg.

Die Obere Hornburg war ein rechteckiges Festes Haus aus der ersten Hälfte des 12. Jahrhunderts. Östlich der Burg steht die Ruine der gotischen Kapelle aus dem 14. Jahrhundert. Von der unteren Hornburg finden sich heute nur noch geringe Reste eines ehemaligen rechteckigen Festen Hauses des 12. Jahrhunderts, im Osten Teile des ehemaligen Berings und eines Wohnbaues des 13./14. Jahrhunderts. Die Hornburg ist seit dem 17. Jahrhundert im Verfall begriffen.
- Katholische Pfarrkirche Klein St. Paul
- Katholische Pfarrkirche Kirchberg Unsere Liebe Frau (Maria im Moos)

## Wirtschaft und Infrastruktur
Wirtschaftlicher Leitbetrieb ist das 1893 gegründete Wietersdorfer Werk der Wietersdorfer & Peggauer Zementwerke GmbH mit rund 180 Arbeitsplätzen. Auf der Saualpe liegt das Wander- und Skigebiet Weißberger Alm. Laut Volkszählung 2001 gab es 578 Beschäftigte in der Gemeinde und 528 Auspendler. Es gab 128 land- und forstwirtschaftliche Betriebe (davon 65 im Haupterwerb), die zusammen 6.053 ha bewirtschafteten (1999).

### Wirtschaftssektoren
Die folgende Tabelle zeigt die Entwicklung der Anzahl der Betriebe und der Beschäftigten in den Wirtschaftssektoren:
| Wirtschaftssektor            | Anzahl Betriebe | Anzahl Betriebe | Anzahl Betriebe | Erwerbstätige | Erwerbstätige | Erwerbstätige |
| Wirtschaftssektor            | 2021            | 2011            | 2001            | 2021          | 2011          | 2001          |
| ---------------------------- | --------------- | --------------- | --------------- | ------------- | ------------- | ------------- |
| Land- und Forstwirtschaft 1) | 83              | 110             | 125             | 95            | 81            | 84            |
| Produktion                   | 17              | 19              | 17              | 244           | 455           | 388           |
| Dienstleistung               | 56              | 62              | 50              | 193           | 145           | 171           |

1) Betriebe mit Fläche in den Jahren 2010 und 1999, Arbeitsstätten im Jahr 2021

### Verkehr

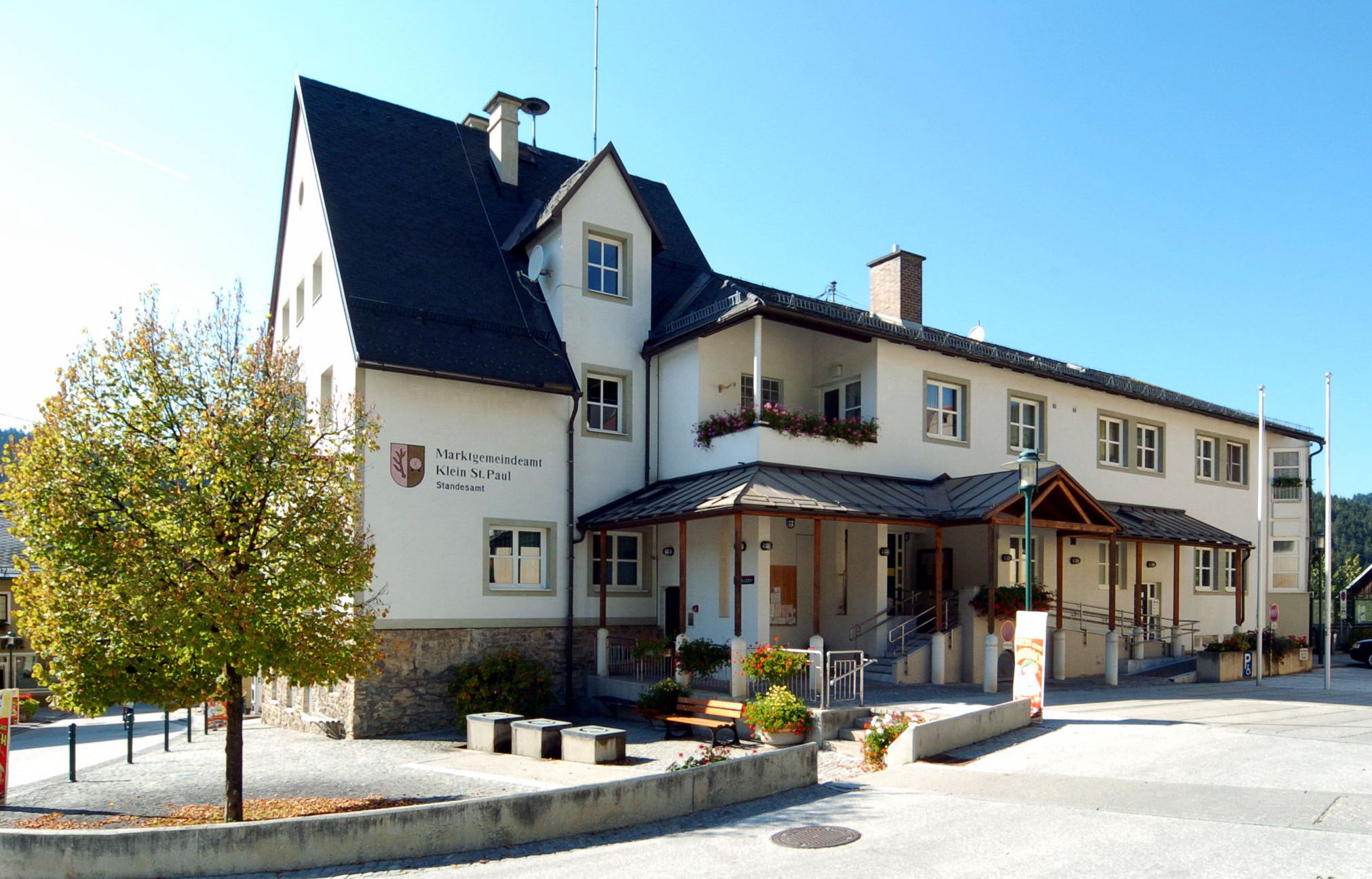
Gemeindeamt

Die Verkehrsanbindung erfolgt über die Görtschitztal Straße B 92. Die Görtschitztalbahn wird nur mehr für den Güterverkehr genutzt.

## Politik

### Gemeinderat
Der Gemeinderat besteht aus 15 Mitgliedern.
- Nach der Gemeinderatswahl 2015 setzte er sich wie folgt zusammen:

6 SPÖ, 4 GUT, 3 ÖVP, 2 FPÖ.
- Nach der Gemeinderatswahl 2021 setzt er sich wie folgt zusammen:

6 SPÖ, 4 GUT, 3 ÖVP, 2 FPÖ.

### Bürgermeister
Bürgermeister seit 1850 waren:
- Franz Moser, Bäckermeister in Klein St. Paul (1850–1865)
- Simon Rainer, Realitätenbesitzer (1866–1867)
- Michael Höfferer (1867–1873)
- Ernst Steinwender (1873–1889)
- Paul Zechner (1889–1891)
- Josef Kasper, Landwirt, Gastwirt, Fuhrwerksunternehmer (1891–1919)
- Paul Zechner (1919–1920)
- Franz Klinzer (1920–1924)
- August Puck (1924–1932, 1936–1938)
- Engelbert Süßenbacher (1932–1936)
- Josef Neugebauer (1938–1939)
- Roman Labak (1939–1945)
- Richard Winkler (1945–1965)
- Rudolf Peyker (1965–1978)
- Helmut König (1978–1989)
- Hilmar Loitsch (1989–2015)
- Gabriele Dörflinger (seit 2015)

Direkt gewählte Bürgermeisterin ist Gabriele Dörflinger (SPÖ).

### Wappen
Die vordere Hälfte des gespaltenen Wappenschilds ist an das Wappen der Herren von Hornburg angelehnt, die als landesfürstliche Vasallen in der Hornburg residierten; es zeigt die Stange eines Hirschgeweihs. In der hinteren Hälfte durch ein stark stilisierten Symbol der örtlichen Zementproduktion die industrielle Gegenwart zum Ausdruck gebracht: Das Innere eines schwarzen, von zwei kleinen Zahnrädern angetriebenen Drehofens ist mit einem roten Flammenwirbel gefüllt, das „Z“ deutet die Verarbeitung von Zement an.
Die amtliche Blasonierung des Wappens lautet:
„Ein gespaltener Schild. Vorn in Rot eine goldene rechte Stange eines Zehnenders, hinten in Gold ein schwarzer Drehofen; darin in Gold ein im Uhrzeigersinne laufender roter Feuerflammenwirbel, der mit einem goldenen „Z“ belegt ist.“
Wappen und Fahne wurden der Gemeinde am 5. August 1969 verliehen (Neuverleihung 1974). Die Fahne ist Gelb-Rot mit eingearbeitetem Wappen.

## Persönlichkeiten

### Söhne und Töchter der Gemeinde
- Michael Balthasar von Christalnigg (1710–1768), Augustiner-Chorherr,  Fürstpropst von Berchtesgaden 1752–1768
- Albrecht Erlacher (1820–1870), Realitätenbesitzer und Politiker
- Veit Obersteiner (1928–2018), Komponist, Schöpfer von mehr als 100 Kärntnerliedern. Aus seiner Feder stammte u. a. „Da bin i daham“ und „Wo sein denn die Wöglan“.
- Werner Hofmeister (* 1951), Konzeptkünstler
- Franz Gruber (* 1956), Politiker und Mitglied des Bundesrates
- Michael Sollbauer (* 1990), Fußballspieler

### Mit der Gemeinde verbundene Persönlichkeiten
- Gudrun Perko (* 1962), Professorin für Sozialwissenschaften